# کیت کیترج
مارگارت میلدرد «کیت» کیترج (به انگلیسی: Margaret Mildred "Kit" Kittredge) شخصیت داستانی از مجموعه کتاب‌های امریکن گرل به‌نویسندگی والری تریپ می‌باشد. کیت نقش پروتاگونیست و شخصیت اصلی آرک داستانی مختص به خودش که در پی دوران رکود بزرگ اتفاق می‌افتد را بر عهده دارد.